# Carles I d'Anglaterra
Carles I d'Anglaterra (palau de Dunfermline, 19 de novembre de 1600 - Londres, 1649) fou rei d'Anglaterra i d'Escòcia des de 1625 i fins a la seva mort, executat, el 30 de gener de 1649 a Londres. Durant el regnat del seu fill Carles II d'Anglaterra, el rei executat va ser venerat com a sant per l'Església Anglicana. Era considerat un màrtir que havia mort per la conservació de la successió apostòlica a l'Església d'Anglaterra. D'altra banda, el rei, tot i que era indecís, imprudent i no gaire encertat en la seva vida pública, en la privada era un home amb un alt sentit de la moral i una gran religiositat. Hi ha diverses associacions dedicades a la seva devoció. És l'única persona oficialment canonitzada per l'Església Anglicana.

## Infantesa
Fou el segon fill mascle dels nou descendents de Jaume I d'Anglaterra i de la princesa Anna de Dinamarca. Carles era net per via paterna de l'aristòcrata escocès Henry Stuart, lord Darnley, i de la reina Maria I d'Escòcia i per via materna ho era del rei Frederic II de Dinamarca i de la duquessa Sofia de Mecklenburg-Güstrow.
Va ser un nen amb mancances de creixement (consta en el Llibre Guinness dels rècords com el rei més baix d'Anglaterra), per la qual cosa amb tres anys encara no podia caminar o parlar.
Quan Isabel I d'Anglaterra va morir el 1603, Jaume VI d'Escòcia va ser proclamat rei d'Anglaterra amb el nom de Jaume I i van deixar Carles a Escòcia sota la cura d'infermeres i criats perquè es temia que el viatge debilités encara més la seva fràgil salut. Finalment, va arribar a Anglaterra el juliol de 1604 i va ser posat al càrrec de Lady Carey, qui li va ensenyar a caminar i parlar.
Carles no era tan apreciat com el seu germà gran, el príncep Enric Frederic d'Anglaterra, príncep de Gal·les a qui adorava i tractava d'emular. El 1605, com és costum en el cas del segon fill d'un sobirà anglès, Carles va ser nomenat duc de York a Anglaterra. Dos anys abans, el 1603, havia estat nomenat duc d'Albany a Escòcia.

## Hereu al tron
Quan Enric Frederic d'Anglaterra va morir de tifus el 1612, Carles es convertí en l'hereu del tron i fou nomenat duc de Cornualla, tot i que no fou nomenat príncep de Gal·les i comte de Chester, títols habituals de l'hereu al tron anglès, fins al novembre del 1616. La seva germana Isabel es va casar el 1613 amb Frederic V del Palatinat, la qual cosa deixava Carles virtualment com a fill únic.

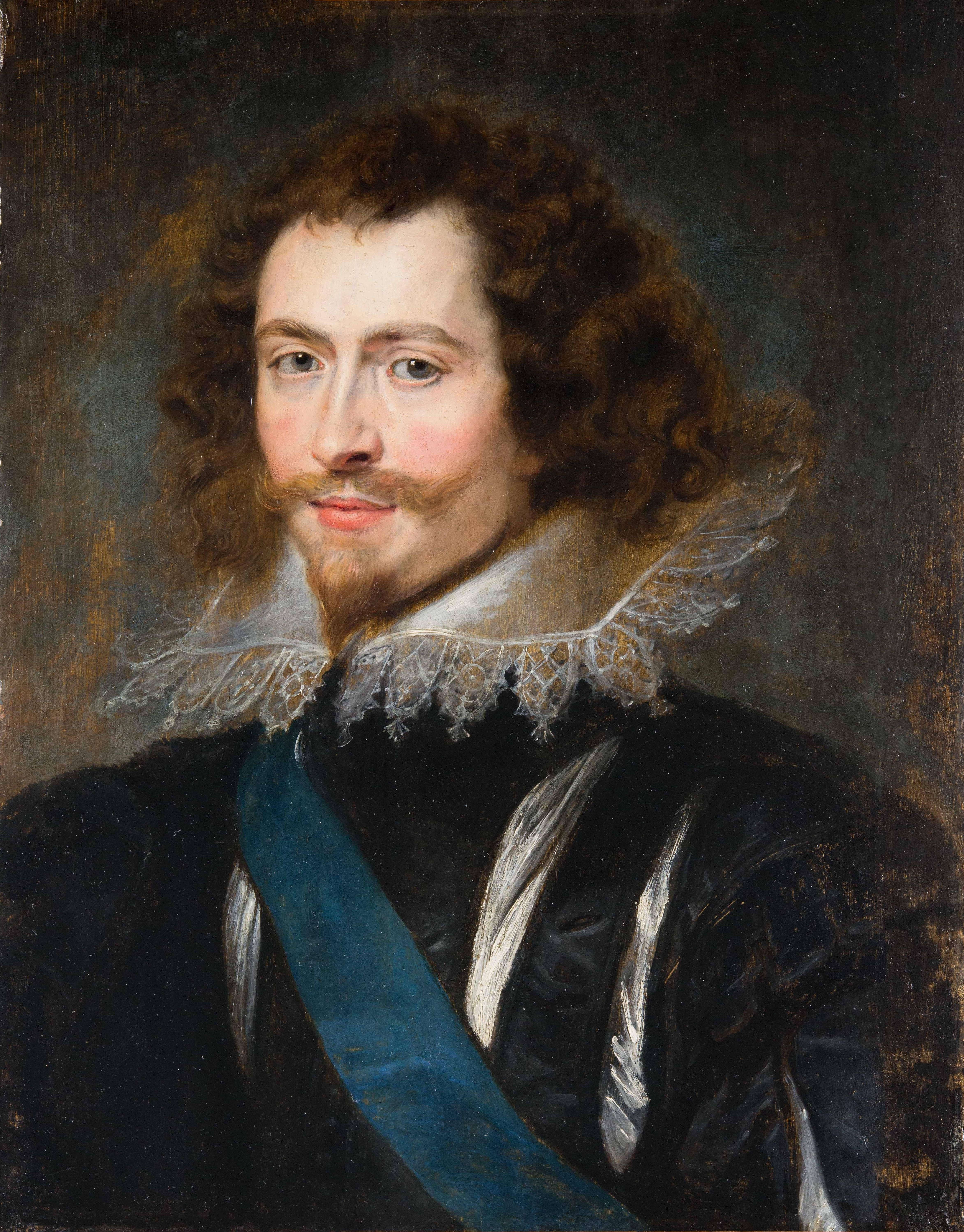
George Villiers, 1r Duc de Buckingham, favorit de Carles I, retratat per Peter Paul Rubens (1625).

El nou príncep de Gal·les va ser influenciat notablement pel favorit del seu pare, George Villiers, 1r duc de Buckingham, amb el qual van emprendre una expedició a Espanya el 1623 per tractar d'establir una aliança política entre tots dos països mitjançant un eventual matrimoni de Carles amb la filla menor del rei espanyol Felip III, la infanta Maria Anna d'Espanya. L'enllaç mai no es va celebrar, ja que la corona espanyola va exigir la conversió del príncep de Gal·les al catolicisme. Quan va tornar al Regne d'Anglaterra, l'octubre d'aquell mateix any, tant Carles com Buckingham van exigir al rei Jaume que declarés la guerra contra Espanya.
Amb el suport dels seus consellers protestants, Jaume va convocar al Parlament per a sol·licitar subsidis per a la guerra i va sol·licitar que el Parlament sancionés la unió entre el príncep de Gal·les i la princesa Enriqueta Maria de França, a qui Carles havia conegut a París en el seu camí de retorn al Regne d'Anglaterra. Ella era la filla de l'anterior rei francès Enric IV de França i la germana del rei actual Lluís XIII de França. El Parlament va acceptar la unió, però va mostrar una actitud molt crítica a causa de la temptativa anterior d'arreglar un enllaç matrimonial amb Espanya. De la unió de Carles i Enriqueta Maria nasqueren:
- SAR el príncep Carles Jaume d'Anglaterra, nat a Londres el 1629 i mort el mateix any a la mateixa localitat. Rebé el títol de duc de Cornualla.
- SM el rei Carles II d'Anglaterra, nat a Londres el 1630 i mort el 1685. Es casà amb la infanta Caterina de Portugal.
- SAR la princesa Maria Enriqueta, princesa reial. Nada a Londres el 1631 i morta el 1660 al Palau de Whitehall. Es casà amb el príncep Guillem II d'Orange-Nassau.
- SM el rei Jaume II d'Anglaterra i VII d'Escòcia, nat a Londres el 1633 i mort a Saint-Germain-en-Laye el 1701. Es casà en primeres núpcies amb Anne Hyde i en segones núpcies amb la princesa Maria de Mòdena.
- SAR la princesa Elisabet d'Anglaterra, nada a Londres el 1635 i morta el 1650.
- SAR la princesa Anna d'Anglaterra, nada al Palau de Saint James el 1637 i morta el 1640 al Palau de Richmond.
- SAR la princesa Caterina d'Anglaterra, nada al Palau de Saint James el 1639 i morta el mateix any a Londres.
- SAR el príncep Enric d'Anglaterra, nat al Palau de Saint James el 1639 i mort el 1660 a Londres.
- SAR la princesa Enriqueta Maria d'Anglaterra, nada el 1644 a Bedford House Exeter i morta a París el 1670. Es casà amb el duc Felip d'Orleans.

Jaume, ja senil, trobava cada cop més difícil controlar el Parlament (el mateix problema que tindria més endavant Carles durant el seu regnat). Durant l'últim any del regnat de Jaume I, el poder reial va quedar en mans del seu fill i de George Villiers, 1r duc de Buckingham.

## Ascens al tron
Carles va ascendir al tron el dia 27 de març de 1625. El primer Parlament convocat arran de l'ascens al tron discutí la idoneïtat del matrimoni del monarca amb una princesa catòlica. El Parlament expressà obertament els seus recels que una princesa catòlica fos reina consort d'Anglaterra. Malgrat aquesta negativa, Carles aconseguí que el Parlament aprovés l'enllaç matrimonial amb certes condicions en matèria religiosa.
Ara bé, aviat aparegueren els primers conflictes de caràcter religiós. Arran d'un pamflet publicat per Richard Montagu en què s'atacaven obertament els ensenyaments del calvinisme. El debat aparegué al Parlament i el diputat purità John Pym atacà Montagu i el pamflet. En resposta Montagu demanà protecció al sobirà en un nou pamflet titulat Appello Caesarem i Carles I li atorgà aquesta protecció, disgustant als puritans.

## Col·leccionista d’art
Carles I reuní al llarg del seu regnat una gran col·lecció d’obres d’art, principalment pintures, escultures i tapissos, constituint una de les millors col·leccions d'art de l'alt renaixement atresorada per una casa reial europea. La primera gran incorporació a la seva col·lecció fou la col·lecció Gonzaga, comprada als ducs de Màntua en el 1627 i 1628. El seu gust per l'art era ampli, abastant a pintors flamencs i espanyols, així com principalment italians. Incloïa obres mestres de Ticià i Mantegna, i els famosos cartrons de Rafael, grup de set models per a tapissos. Entre els pintors contemporanis va encarregar obres a Rubens i van Dyck. A la seva mort, la col·lecció estava composta per unes mil quatre-centes pintures, quatre-centes escultures i un nombre indeterminat d'altres objectes com tapissos, guadamassils, monedes i medalles.
El nou règim va decidir procedir a la venda de la col·lecció com una via per finançar la construcció de navilis de guerra, així com obtenir recursos econòmics per pagar els deutes que el difunt monarca havia contret amb nombrosos proveïdors i que encara estaven per pagar. Addicionalment, venent el patrimoni, especialment aquells objectes més íntimament associats a  la reialesa, es desproveïa a aquesta dels atributs de poder.

## Guerra dels Trenta Anys
Una de les preocupacions de Carles I fou la política exterior. L'any 1623, l'elector Frederic V del Palatinat, i espòs de la princesa Elisabet d'Anglaterra perdé el territori patrimonial del Palatinat. La disputa entre l'emperador Ferran II i l'elector palatí originà la Guerra dels Trenta Anys.
Malgrat que el Parlament i el monarca estaven d'acord en la necessitat d'entrar en guerra, l'estratègia que aquest havia de seguir era el principal punt de desacord. Mentre que el Parlament preferia una guerra naval contra les Espanyes a la zona del Carib per tal d'apropiar-se del carregament de les naus espanyoles i d'algun territori de la zona, el monarca preferia una estratègia més agressiva vinculada amb una ofensiva continental que necessitava importants quantitats de diners. Finalment el Parlament únicament atorgà un subsidi de guerra de 140.000 lliures, insuficient per les aspiracions de Carles. Aquesta aprovació dels Comuns fou vista amb mals ulls pel monarca que a través del duc de Buckingham aconseguí parar aquesta concessió a la Cambra dels Lords.
El gener de 1629, Carles obrí una segona sessió parlamentària que havia estat prorrogada el mes de juny del 1628. L'assassinat del duc de Buckingham escassos dies abans havia obert una esquerda important entre el monarca i els diputats, ja que el primer acusava els segons de l'assassinat. Les topades entre el sobirà i el Parlament es concentraren en el cas Rolle. Rolle era un membre del Parlament a qui se li havien confiscat els seus béns personals per negar-se a pagar un seguit d'impostos que havien estat cedits al monarca pocs anys abans amb motiu de la guerra. El Parlament condemnà al monarca per aquesta confiscació fet que contribuí a augmentar les males relacions entre les dues institucions. Carles clausurà el Parlament sense que haguessin acabat les sessions.
La no concessió dels emprèstits de guerra per part del Parlament feren que Carles I signés tractats de pau amb el Regne de França i les Espanyes per retirar la seva participació en la guerra. A partir de 1629 s'inicien onze anys d'absolutisme pur al Regne d'Anglaterra, període qualificat dels Onze Anys de Tirania.

## Les guerres civils angleses
Els darrers anys del seu regnat foren marcats per la Guerra Civil anglesa, en la qual es va oposar a les forces del Parlament, i pels puritans, que eren hostils a les seves polítiques religioses i a la seva aparent simpatia vers el catolicisme.
A principis de gener de 1642, pocs dies després de no poder capturar cinc membres de la Cambra dels Comuns, Carles va témer per la seguretat de la seva família i el seu seguici i va abandonar Londres cap al nord. El creixement de l'economia en l'època de Carles afavoria els rics. Quan Carles es refugià fora de Londres, sortiren tot un seguit de moviments radicals moguts per la classe menestral de Londres que plantejava reivindicacions com ara ampliar el dret de vot, la dissolució de la Cambra dels Lords, una major redistribució de la riquesa, i fins i tot, l'abolició de la monarquia. Aquests van ser els autèntics revolucionaris, ja que els membres del parlament eren opositors al rei, però molt conservadors, ja que formaven part de l'elit. Per tot això, els últims anys s'han considerat aquestes revoltes més socials que no polítiques. De la mateixa manera que la revolta dels segadors a Catalunya, o la del 1647 a Nàpols, aquesta revolta també va ser reprimida durament abans que les revoltes polítiques, ja que resultaven més perilloses. Les negociacions per carta entre el rei i el Parlament llarg, fins a principis d'estiu, van resultar infructuoses. L'1 de juny de 1642 els Lords i Comuns anglesos van aprovar una llista de propostes coneguda com les Dinou Propostes en les que el Parlament buscava una major part del poder en el govern del regne. Abans d'acabar el mes el Rei va rebutjar les Proposicions. En no aconseguir les armes de l'arsenal de Kingston upon Hull, Carles es va dirigir a Nottingham, on proclamà la guerra al Parlament el 22 d'agost i els seus partidaris van començar a construir un exèrcit mentre el rei anava a Stafford i després a Shrewsbury, ja que el suport a la seva causa semblava especialment fort a la zona de la vall de Severn i al nord de Gal·les. Mentre passava per Wellington, va declarar en el que es va conèixer com la Declaració de Wellington que defensaria la religió protestant, les lleis d'Anglaterra i la llibertat del Parlament.
Els parlamentaris oposats al rei no van romandre passius i com a Hull, van prendre mesures per assegurar pobles i ciutats estratègiques nomenant simpatitzants amb la seva causa i el 9 de juny van votar a favor d'aixecar un exèrcit de 10.000 homes, nomenant Robert Devereux, 3r comte d'Essex com a comandant tres dies després, i dues setmanes després que el rei hagués aixecat el seu estendard a Nottingham, Essex va dirigir el seu exèrcit a Northampton, recollint suport al llarg del camí, i a mitjan setembre havia crescut fins a 21.000 infants i 4.200 genets i dragons, duent el seu exèrcit a Coventry i després al nord dels Cotswolds, entre els reialistes i Londres, fins que el príncep Robert del Palatinat va derrotar un destacament de cavalleria parlamentari a la batalla de Powick Bridge el 23 de setembre prop de Worcester. Els generals reialistes van decidir anar a Londres per forçar Essex a interceptar-los abans que es fes massa fort però després de la inconclusa batalla d'Edgehill, el 23 d'octubre de 1642 i la batalla de Turnham Green, el rei Carles va capturar Banbury i es va veure obligat a retirar-se a Oxford on va ser rebut per multituds entusiastes el 29 d'octubre i va establir la seva capital. El príncep Robert va arrasar la vall del Tàmesi en nom del rei, capturant Abingdon-on-Thames, Aylesbury i Maidenhead i molts oficials van voler obrir negociacions de pau, en contra de la voluntat de Robert de continuar cap a Londres, però el rei va estar d'acord amb els oficials, per la qual cosa el comte d'Essex aconseguí superar-los i arribà a Londres amb el seu exèrcit parlamentari el 8 de novembre.
La primera part de la guerra va anar bé per als reialistes fins que a finals d'estiu i principis de tardor de 1643 el comte d'Essex va obligar al rei a aixecar el setge de Gloucester i després derrotar els reialistes a la batalla de Newbury el 1643, per tornar triomfant a Londres. Les forces parlamentàries dirigides per Edward Montagu, el comte de Manchester van assetjar el port de King's Lynn, Norfolk, que sota Hamon L'Estrange va aguantar fins al setembre. Altres forces van guanyar la batalla de Winceby, donant-los el control de Lincoln. Les maniobres polítiques per obtenir un avantatge en nombre van portar a Carles a negociar un alto el foc a Irlanda, alliberant les tropes angleses per lluitar al bàndol realista a Anglaterra, mentre el Parlament oferia concessions als escocesos a canvi d'ajuda i assistència.

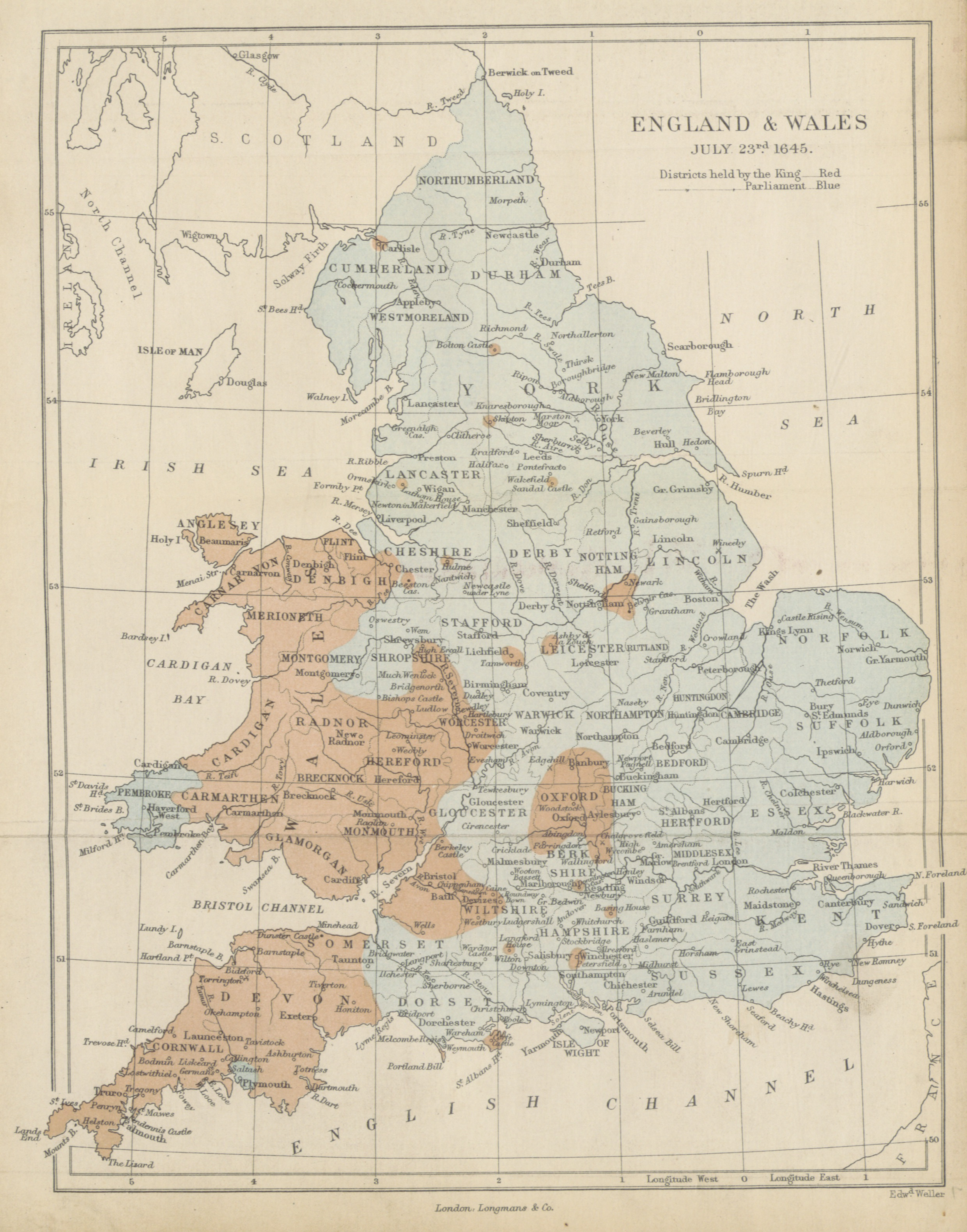
Territori controlat pel parlament i el rei en 1645

En dos enfrontaments decisius: la batalla de Naseby el 14 de juny i la batalla de Langport el 10 de juliol, els parlamentaris van destruir efectivament els exèrcits de Carles. A les restes del seu regne anglès, Carles va intentar recuperar una base estable de suport consolidant les Midlands. Va començar a formar un eix entre Oxford i Newark-on-Trent a Nottinghamshire. Aquestes ciutats s'havien convertit en fortaleses i li mostraven una lleialtat més fiable que altres. Va agafar Leicester, que es troba entre ells, però va trobar els seus recursos esgotats. Tenint poques oportunitats de reposar-los, el maig de 1646 va buscar refugi amb un exèrcit escocès presbiterià a Southwell a Nottinghamshire. Carles va ser finalment lliurat al Parlament anglès pels escocesos i empresonat. Això va marcar el final de la Primera Guerra Civil anglesa. Amb la derrota de Carles, després d'això els parlamentaris esperaven d'ell que acceptàs les seves demandes de crear una monarquia constitucional. Una vegada capturat hi hagué discrepància entre els que eren de l'opinió que podien jutjar el rei i els que no. Al novembre, Carles va creure que seria en el seu millor interès escapar, potser a França, el sud d'Anglaterra o Berwick-upon-Tweed, prop de la frontera escocesa. Va fugir de Hampton Court l'11 de novembre i des de les costes de Southampton Water va contactar amb el coronel Robert Hammond, governador parlamentari de l'illa de Wight, a qui aparentment creia que era simpatitzant, Però Hammond va tancar Carles al castell de Carisbrooke i va informar al Parlament que Carles estava sota la seva custòdia. En aquell moment, els objectius de Cromwell no coincidien del tot amb els del parlament i feu un cop d'estat, es va apoderar del parlament i va posar-hi gent més radical. El final de la Primera Guerra Civil, el 1646, va deixar un buit de poder parcial en què qualsevol combinació de les tres faccions: reialistes, independents del Nou Exèrcit Model i presbiterians del Parlament anglès, i el Parlament escocès aliat amb els presbiterians escocesos (el "Kirk"), podria resultar prou fort per dominar la resta. El reialisme polític armat s'havia acabat, però tot i ser presoner, Carles I era considerat per ell mateix i els seus oponents (gairebé fins a l'últim) com a necessari per garantir l'èxit de qualsevol grup que pogués acceptar-lo. Així va passar successivament a mans dels escocesos, del Parlament i de l'Exèrcit.
El rei va intentar revertir el veredicte de les armes negociant amb totes les parts per torn. El 3 de juny de 1647, George Joyce va capturar al rei, i els presbiterians anglesos i els escocesos van començar a preparar-se per a una nova guerra civil, menys de dos anys després de la conclusió de la primera. La direcció de l'Exèrcit va quedar fora de control i es va convertir en la força política més poderosa del regne. De 1646 a 1648 la bretxa entre l'Exèrcit i el Parlament es va eixamplar dia a dia, fins que finalment el partit presbiterià, combinat amb els escocesos i els reialistes restants, es va sentir prou fort com per començar una Segona Guerra Civil. En aquell moment, els objectius de Cromwell no coincidien del tot amb els del parlament i feu un cop d'estat, es va apoderar del parlament i va posar-hi gent més radical. Cromwell i Henry Ireton publicaren un manifest, el «Heads of Proposals», destinat a establir els poders de l'executiu, assentar parlaments elegits de forma regular, i restablir un acord episcopalià no obligatori. Molts membres de l'exèrcit, com els anivelladors liderats per John Lilburn, pensaven que era insuficient, el que va dur a tensos debats de Putney durant la tardor de 1647 entre Cromwell, Ireton i l'exèrcit.
Els Debats de Putney van acabar sense cap resolució, i els debats, així com la fuga de Carles I de Hampton Court el 12 de novembre, possiblement enduriren la resolució de Cromwell contra el rei. La incapacitat d'arribar a un acord polític amb el rei va conduir finalment a la Segona Guerra Civil Anglesa el 1648. Carles I va aprofitar la desviació de l'atenció de si mateix per negociar el 28 de desembre de 1647 un tractat secret amb els escocesos, prometent novament una reforma de l'església. Sota l'acord, anomenat "Compromís", els escocesos es van comprometre a envair Anglaterra en nom de Carles i restaurar-lo al tron. L'estiu de 1648 es va produir una sèrie d'aixecaments reialistes a Anglaterra i una invasió escocesa, que les forces lleials al Parlament van suprimir ràpidament. A la batalla de Preston, Cromwell, com a comandant en cap per primera vegada en una gran batalla, va aconseguir una brillant victòria contra els aliats escocesos del rei entre el 17 i el 19 d'agost.

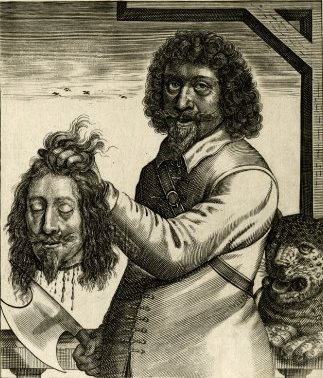
Pamflet holandès imprès anònimament atacant la decapitació de Carles I, mostrant Thomas Fairfax sostenint el cap tallat del rei

El 1649 començà el judici contra Carles. Al final del judici, els 59 comissaris (jutges), incloent-hi Cromwell, van declarar Carles I d'Anglaterra culpable d'alta traïció com a "tirà, traïdor, assassí i enemic públic". La seva decapitació va tenir lloc en un cadafal davant de la Casa del Banquet del Palau de Whitehall el 30 de gener de 1649, sent la primera vegada que un monarca és executat de forma pública en la història d'occident. Després de la Restauració el 1660, nou dels regicides supervivents que no vivien a l'exili van ser executats i la majoria dels altres van ser condemnats a cadena perpètua. S'aconseguí dissoldre la monarquia i la cambra dels Lords, i aquell mateix any es formà la Commonwealth d'Anglaterra, una república. El fill de Carles, Carles II, esdevingué rei després de la restauració de la monarquia el 1660.